# Neil Johnson
Neil A. Johnson (Jackson, Míchigan, 17 de abril de 1943) es un exjugador de baloncesto estadounidense que jugó cuatro temporadas en la NBA y tres más en la ABA. Con 2,00 metros de estatura, lo hacía en la posición de alero.

## Trayectoria deportiva

### Universidad
Tras jugar su temporada freshman con los Golden Hurricane de la Universidad de Tulsa, fue transferido a los Bluejays de la Universidad Creighton. Pasó un año inactivo debido a la normativa de la NCAA, para posteriormente jugar dos temporadas en las que promedió 17,0 puntos y 12,0 rebotes por partido.

### Profesional
Fue elegido en la decimoquinta posición del Draft de la NBA de 1966 por Baltimore Bullets, pero no encontró sitio en el equipo. Cuando parecía que iniciaría la temporada con los Allentown Jets de la EPBL, fue repescado por los New York Knicks. En los Knicks apenas fue utilizado durante las dos temporadas que allí permaneció por su entrenador Dick McGuire, siendo la más efectiva la primera de ellas, en la que promedió 3,4 puntos y 3,3 rebotes por partido.
Antes del comienzo de la temporada 1968-69, tras no ser protegido por su equipo, fue elegido en el draft de expansión por la nueva franquicia de los Phoenix Suns. En su primera temporada en el equipo de Arizona tuvo algún minuto más de juego que en Nueva York, promediando 5,8 puntos y 5,0 rebotes por partido, pero en la segunda pasó prácticamente desapercibido, siendo despedido al término de la misma.
En 1970 ficha por los Virginia Squires de la ABA, donde logra por fin los minutos que no ha tenido en la NBA, promediando en su primera temporada 12,7 puntos y 8,6 rebotes por partido. Al año siguiente es incluso seleccionado para disputar el All-Star Game de la ABA, pero solo juega 4 minutos en los que no consigue anotar ni un solo punto.
Una lesión le hace perderse más de la mitad de la temporada, y al año siguiente sus estadísticas bajaron hasta los 7,6 puntos y 5,3 rebotes, en la que sería su última campaña como profesional.

## Estadísticas de su carrera en la NBA y la ABA

### Temporada regular
| Temporada | Edad | Equipo           | Liga  | P   | TIT | MIN  | TC  | TCA | %TC  | 3P  | 3PA | %3P  | TL  | TLA | %TL  | R.OF. | R.DEF. | REB | ASIS | ROB | TAP | PER | FP  | PTS  |
| 1966-67   | 23   | New York Knicks  | NBA   | 51  |     | 10.2 | 1.2 | 3.4 | .345 |     |     |      | 1.1 | 1.7 | .663 |       |        | 3.3 | 0.7  |     |     |     | 2.0 | 3.4  |
| 1967-68   | 24   | New York Knicks  | NBA   | 43  |     | 6.7  | 1.0 | 2.5 | .415 |     |     |      | 0.5 | 1.1 | .479 |       |        | 1.7 | 0.8  |     |     |     | 1.5 | 2.6  |
| 1968-69   | 25   | Phoenix Suns     | NBA   | 80  |     | 16.5 | 2.2 | 4.6 | .481 |     |     |      | 1.4 | 2.2 | .621 |       |        | 5.0 | 1.7  |     |     |     | 2.7 | 5.8  |
| 1969-70   | 26   | Phoenix Suns     | NBA   | 28  |     | 4.9  | 0.7 | 2.1 | .333 |     |     |      | 0.3 | 0.4 | .667 |       |        | 1.7 | 0.4  |     |     |     | 1.4 | 1.7  |
| 1970-71   | 27   | Virginia Squires | ABA   | 78  |     | 23.6 | 5.1 | 9.7 | .525 | 0.0 | 0.0 | .000 | 2.5 | 3.3 | .749 | 3.4   | 5.1    | 8.6 | 2.3  |     |     | 2.1 | 3.8 | 12.7 |
| 1971-72   | 28   | Virginia Squires | ABA   | 31  |     | 28.2 | 4.1 | 8.8 | .469 | 0.0 | 0.1 | .333 | 2.1 | 3.0 | .691 | 3.5   | 5.7    | 9.2 | 2.5  |     |     | 2.2 | 4.0 | 10.4 |
| 1972-73   | 29   | Virginia Squires | ABA   | 69  |     | 20.9 | 3.0 | 6.2 | .490 | 0.0 | 0.0 | .000 | 1.5 | 2.3 | .660 | 2.3   | 3.0    | 5.3 | 2.3  |     |     | 1.9 | 3.4 | 7.6  |
| Total     |      |                  | TOTAL | 380 |     | 16.9 | 2.7 | 5.7 | .479 | 0.0 | 0.0 | .167 | 1.5 | 2.2 | .673 | 3.0   | 4.4    | 5.3 | 1.7  |     |     | 2.0 | 2.8 | 6.9  |
|           |      |                  | NBA   | 202 |     | 11.2 | 1.5 | 3.5 | .426 |     |     |      | 1.0 | 1.6 | .613 |       |        | 3.4 | 1.1  |     |     |     | 2.1 | 4.0  |
|           |      |                  | ABA   | 178 |     | 23.3 | 4.1 | 8.2 | .504 | 0.0 | 0.0 | .167 | 2.0 | 2.9 | .711 | 3.0   | 4.4    | 7.4 | 2.3  |     |     | 2.0 | 3.7 | 10.3 |

### Playoffs
| Temporada | Edad | Equipo           | Liga  | P  | MIN | TCA | TC  | 3PA | 3P | TLA | TL | R.OF. | REB | ASIS | ROB | TAP | PER | FP | PTS | %TC  | %3P   | %FT  | MIN  | PTS | REB | AST |
| 1966-67   | 23   | New York Knicks  | NBA   | 4  | 64  | 8   | 27  |     |    | 7   | 8  |       | 23  | 5    |     |     |     | 8  | 23  | .296 |       | .875 | 16.0 | 5.8 | 5.8 | 1.3 |
| 1967-68   | 24   | New York Knicks  | NBA   | 2  | 6   | 2   | 4   |     |    | 0   | 0  |       | 3   | 0    |     |     |     | 1  | 4   | .500 |       |      | 3.0  | 2.0 | 1.5 | 0.0 |
| 1969-70   | 26   | Phoenix Suns     | NBA   | 2  | 7   | 1   | 3   |     |    | 0   | 0  |       | 4   | 0    |     |     |     | 4  | 2   | .333 |       |      | 3.5  | 1.0 | 2.0 | 0.0 |
| 1970-71   | 27   | Virginia Squires | ABA   | 12 | 253 | 41  | 92  | 1   | 1  | 29  | 44 | 40    | 100 | 32   |     |     | 17  | 54 | 112 | .446 | 1.000 | .659 | 21.1 | 9.3 | 8.3 | 2.7 |
| 1972-73   | 29   | Virginia Squires | ABA   | 5  | 98  | 13  | 26  | 0   | 0  | 6   | 8  | 7     | 21  | 5    |     |     | 7   | 16 | 32  | .500 |       | .750 | 19.6 | 6.4 | 4.2 | 1.0 |
| Total     |      |                  | TOTAL | 25 | 428 | 65  | 152 | 1   | 1  | 42  | 60 | 47    | 151 | 42   |     |     | 24  | 83 | 173 | .428 | 1.000 | .700 | 17.1 | 6.9 | 6.0 | 1.7 |
|           |      |                  | ABA   | 17 | 351 | 54  | 118 | 1   | 1  | 35  | 52 | 47    | 121 | 37   |     |     | 24  | 70 | 144 | .458 | 1.000 | .673 | 20.6 | 8.5 | 7.1 | 2.2 |
|           |      |                  | NBA   | 8  | 77  | 11  | 34  |     |    | 7   | 8  |       | 30  | 5    |     |     |     | 13 | 29  | .324 |       | .875 | 9.6  | 3.6 | 3.8 | 0.6 |